# Olympische Sommerspiele 2008/Teilnehmer (Jemen)
| Gelbes Symbol für Goldmedaillen mit stilisierten Olympischen Ringen | Graues Symbol für Silbermedaillen mit stilisierten Olympischen Ringen | Braundes Symbol für Bronzemedaillen mit stilisierten Olympischen Ringen |
| ------------------------------------------------------------------- | --------------------------------------------------------------------- | ----------------------------------------------------------------------- |
| —                                                                   | —                                                                     | —                                                                       |

Jemen war mit der Teilnahme an den Olympischen Sommerspielen 2008 in Peking insgesamt zum 5. Mal bei Olympischen Spielen vertreten. Die erste Teilnahme war 1992.

## Judo
- Ali Khousrof
Männer, Klasse bis 60 kg

## Leichtathletik
| Disziplin        | Männer             | Frauen        |
| ---------------- | ------------------ | ------------- |
| 200 Meter Sprint |                    | Waseelah Saad |
| 800-Meter-Lauf   | Mohammed al-Yafaee |               |

## Schwimmen
- Abdulsalam al-Gadabi
Männer, 50 Meter Freistil

## Turnen
- Nashwan al-Harazi